# Seth Gamble
Seth Gamble est un acteur de films pornographiques américain, né le 10 février 1987.

## Biographie
Seth Gamble a débuté dans le cinéma pornographique en 2005. Il s'est rapidement fait un nom et est apparu dans plus de 100 titres au cours de ses trois premières années de carrière. Il a reçu, début 2011, l'AVN Award du meilleur nouveau venu (Best Male Newcomer).

## Récompenses
- 2011 : AVN Award Meilleur nouveau venu (Best Male Newcomer)[3]
- 2013 : XBIZ Award Meilleur acteur dans une parodie (Best Actor - Parody Release) pour Star Wars XXX[4]
- 2014 : XBIZ Award Meilleur acteur dans une parodie (Best Actor - Parody Release) pour Grease XXX: A Parody[5]

Nominations
- 2011 : AVN Award Meilleure scène de sexe de groupe (Best Group Sex Scene) pour Bonny & Clide

## Filmographie sélective
- Star Wars XXX: A Porn Parody
- The Fate of Love (2011)
- Teacher's Pet (2011)
- The Flintstones: A XXX Parody (2010)
- Not Charlie's Angels XXX (2010)
- BATFXXX: Dark Night Parody (2010)
- Co-Ed Confidential (série télévisée) (2010, 12 épisodes)
- The Sex Files: A Dark XXX Parody (2009)
- Not the Bradys XXX: Pussy Power! (2009)
- Sisters Of Anarchy (2014)